# World Professional Darts Championship 1985
De Embassy World Professional Darts Championship 1985 was de 8e editie van het internationale dartstoernooi World Professional Darts Championship georganiseerd door de BDO en werd gehouden van 5 januari 1985 tot en met 12 januari 1985 in het Engelse Stoke-on-Trent.
Keith Deller, de kampioen van 2 jaar geleden, behaalde een nieuw record. Hij was de eerste speler op de World Professional Darts Championship met een gemiddelde boven de 100 per 3 darts. Zijn gemiddelde van 100.29 was echter niet genoeg om zijn kwartfinale tegen John Lowe, die een gemiddelde van 97.83 behaalde, te winnen.

## Prijzengeld
Het totale prijzengeld bedroeg £43.000,- (plus £52.000 voor een 9-darter (niet gewonnen)) en was als volgt verdeeld:
| Plaats        | Prijzengeld |
| ------------- | ----------- |
| Winnaar       | £10.000     |
| Runner-up     | £5.000      |
| Halvefinalist | £2.500      |
| Kwartfinalist | £1.500      |
| 2e ronde      | £1.000      |
| 1e ronde      | £500        |

Degene met de hoogste check-out (uitgooi) kreeg £1.000:
- 170 - John Lowe

## Alle wedstrijden

### Eerste ronde (best of 3 sets)
| Willy Logie     | België        | - | Bob Sinnaeve    | Canada    | 2 - 1 |
| Eric Bristow    | Engeland      | - | Ken Summers     | Engeland  | 2 - 1 |
| Alan Glazier    | Engeland      | - | Jerry Umberger  | USA       | 2 - 0 |
| Steve Brennan   | Noord-Ierland | - | Ceri Morgan     | Wales     | 2 - 1 |
| Bob Anderson    | Engeland      | - | Arto Lintunen   | Finland   | 2 - 1 |
| Dave Whitcombe  | Engeland      | - | Alex Mackinnon  | Canada    | 2 - 0 |
| Russell Stewart | Australië     | - | Leighton Rees   | Wales     | 2 - 1 |
| Jocky Wilson    | Schotland     | - | Peter Masson    | Schotland | 2 - 0 |
| John Cosnett    | Engeland      | - | Rab Scott       | Engeland  | 2 - 0 |
| John Lowe       | Engeland      | - | Terry O'Dea     | Australië | 2 - 1 |
| Keith Deller    | Engeland      | - | Nicky Virachkul | USA       | 2 - 0 |
| Luc Marreel     | België        | - | Dave Lee        | Wales     | 2 - 1 |
| Stefan Lord     | Zweden        | - | Tapani Uitos    | Finland   | 2 - 1 |
| Cliff Lazarenko | Engeland      | - | Paul Lim        | Singapore | 2 - 0 |
| Fred McMullan   | Noord-Ierland | - | Peter Locke     | Wales     | 2 - 0 |
| Bobby George    | Engeland      | - | Mike Gregory    | Engeland  | 2 - 1 |

### Tweede ronde (best of 5 sets)
| Willy Logie     | België        | - | Eric Bristow    | Engeland      | 0 - 3 |
| Alan Glazier    | Engeland      | - | Steve Brennan   | Noord-Ierland | 3 - 2 |
| Bob Anderson    | Engeland      | - | Dave Whitcombe  | Engeland      | 1 - 3 |
| Russell Stewart | Australië     | - | Jocky Wilson    | Schotland     | 1 - 3 |
| John Cosnett    | Engeland      | - | John Lowe       | Engeland      | 0 - 3 |
| Keith Deller    | Engeland      | - | Luc Marreel     | België        | 3 - 0 |
| Stefan Lord     | Zweden        | - | Cliff Lazarenko | Engeland      | 0 - 3 |
| Fred McMullan   | Noord-Ierland | - | Bobby George    | Engeland      | 3 - 1 |

### Kwartfinale (best of 7 sets)
| Eric Bristow    | Engeland | - | Alan Glazier  | Engeland      | 4 - 0 |
| Dave Whitcombe  | Engeland | - | Jocky Wilson  | Schotland     | 4 - 3 |
| John Lowe       | Engeland | - | Keith Deller  | Engeland      | 4 - 2 |
| Cliff Lazarenko | Engeland | - | Fred McMullan | Noord-Ierland | 4 - 0 |

### Halve finale (best of 9 sets)
| Eric Bristow | Engeland | - | Dave Whitcombe  | Engeland | 5 - 2 |
| John Lowe    | Engeland | - | Cliff Lazarenko | Engeland | 5 - 3 |

### Finale (best of 11 sets)
| Eric Bristow | Engeland | - | John Lowe | Engeland | 6 - 2 |

World Cup Darts (WDF)

1977 · 1979 · 1981 · 1983 · 1985 · 1987 · 1989 · 1991 · 1993 · 1995 · 1997 · 1999 · 2001 · 2003 · 2005 · 2007 · 2009 · 2011 · 2013 · 2015 · 2017 · 2019 · 2021 · 2023
World Darts Championship (BDO)

1978 · 1979 · 1980 · 1981 · 1982 · 1983 · 1984 · 1985 · 1986 · 1987 · 1988 · 1989 · 1990 · 1991 · 1992 · 1993 · 1994 · 1995 · 1996 · 1997 · 1998 · 1999 · 2000 · 2001 · 2002 · 2003 · 2004 · 2005 · 2006 · 2007 · 2008 · 2009 · 2010 · 2011 · 2012 · 2013 · 2014 · 2015 · 2016 · 2017 · 2018 · 2019 · 2020
World Darts Championship (PDC)

1994 · 1995 · 1996 · 1997 · 1998 · 1999 · 2000 · 2001 · 2002 · 2003 · 2004 · 2005 · 2006 · 2007 · 2008 · 2009 · 2010 · 2011 · 2012 · 2013 · 2014 · 2015 · 2016 · 2017 · 2018 · 2019 · 2020 · 2021 · 2022 · 2023 · 2024 · 2025
World Darts Championship (WDF)

2022 · 2023 · 2024
World Seniors Darts Championship (WSDT)

2022 · 2023 · 2024 · 2025